# Vasyl Kravets
Vasyl Roeslanovitsj Kravets (Horodok, 20 augustus 1997) is een Oekraïens voetballer die doorgaans speelt als linksback. In juli 2024 verruilde hij Polissja Zjytomyr voor Metalist 1925.

## Clubcarrière
Kravets speelde in de jeugd van Karpaty Lviv en maakte bij die club ook zijn debuut. Op 10 mei 2015 werd met 2–0 gewonnen van Tsjornomorets Odessa. De linksback mocht twee minuten voor tijd als invaller het veld betreden. Kravets werd in januari 2017 voor een halfjaar verhuurd aan Lugo, dat tevens een optie tot koop had. Na acht competitiewedstrijden lichtte Lugo deze optie, waardoor de Oekraïner definitief werd vastgelegd.
In januari 2019 verkaste de linksback voor circa tweeënhalf miljoen euro naar Leganés, waar hij zijn handtekening zette onder een verbintenis voor de duur van vierenhalf jaar, met een optie op een jaar extra. Een jaar later werd de Oekraïner voor een half seizoen verhuurd aan Lugo. Daarna nam Lech Poznań hem tijdelijk over, voor het seizoen 2020/21. Het jaar erop mocht Kravets opnieuw op huurbasis vertrekken, ditmaal nam Sporting Gijón hem tijdelijk over. In de zomer van 2022 keerde Kravets na vijf jaar afwezigheid terug naar Oekraïne, waar hij voor Vorskla Poltava ging spelen. Hoewel zijn contract nog langer liep besloten Kravets en Vorskla in de zomer van 2023 uit elkaar te gaan. Hierop tekende hij voor drie seizoenen bij Dnipro-1. Kravets verkaste in maart 2024 naar Polissja Zjytomyr. Later dat jaar nam Metalist 1925 hem over.

## Clubstatistieken
| Seizoen | Club              | Competitie       | Competitie | Competitie | Beker | Beker | Internationaal | Internationaal | Totaal | Totaal |
| Seizoen | Club              | Competitie       | Wed.       | Dlp.       | Wed.  | Dlp.  | Wed.           | Dlp.           | Wed.   | Dlp.   |
| ------- | ----------------- | ---------------- | ---------- | ---------- | ----- | ----- | -------------- | -------------- | ------ | ------ |
| 2014/15 | Karpaty Lviv      | Premjer Liha     | 2          | 0          | 0     | 0     | —              | —              | 2      | 0      |
| 2015/16 | Karpaty Lviv      | Premjer Liha     | 15         | 0          | 1     | 0     | —              | —              | 16     | 0      |
| 2016/17 | Karpaty Lviv      | Premjer Liha     | 15         | 0          | 2     | 0     | —              | —              | 17     | 0      |
| 2016/17 | → Lugo            | Segunda División | 8          | 0          | 0     | 0     | —              | —              | 8      | 0      |
| 2017/18 | Lugo              | Segunda División | 17         | 0          | 1     | 0     | —              | —              | 18     | 0      |
| 2018/19 | Lugo              | Segunda División | 15         | 0          | 1     | 0     | —              | —              | 16     | 0      |
| 2018/19 | Leganés           | Primera División | 6          | 0          | 1     | 0     | —              | —              | 7      | 0      |
| 2019/20 | Leganés           | Primera División | 0          | 0          | 1     | 0     | —              | —              | 1      | 0      |
| 2019/20 | → Lugo            | Segunda División | 16         | 0          | 0     | 0     | —              | —              | 16     | 0      |
| 2020/21 | → Lech Poznań     | Ekstraklasa      | 18         | 0          | 2     | 0     | 6              | 0              | 26     | 0      |
| 2021/22 | → Sporting Gijón  | Segunda División | 36         | 1          | 3     | 0     | —              | —              | 39     | 1      |
| 2022/23 | Vorskla Poltava   | Premjer Liha     | 25         | 3          | 0     | 0     | —              | —              | 25     | 3      |
| 2023/24 | Dnipro-1          | Premjer Liha     | 15         | 0          | 1     | 0     | 5              | 0              | 21     | 0      |
| 2023/24 | Polissja Zjytomyr | Premjer Liha     | 6          | 0          | 1     | 0     | —              | —              | 7      | 0      |
| 2024/25 | Metalist 1925     | Persja Liha      | 25         | 2          | 3     | 0     | —              | —              | 28     | 2      |
| Totaal  | Totaal            | Totaal           | 220        | 6          | 17    | 0     | 11             | 0              | 248    | 6      |

Bijgewerkt op 24 juni 2025.